# Pałac sprawiedliwości w Norymberdze
Pałac sprawiedliwości (niem. Justizpalast) – neorenesansowa budowla znajdująca się w Norymberdze. Miejsce procesów norymberskich od 1945 r.

## Źródła
- Klemens Klemmer, Rudolf Wassermann, Thomas Michael Wessel: Deutsche Gerichtsgebäude. C.H. Beck, München 1993, ISBN 3-406-37674-6, S. 57–59.
- Franz Sonnenberger: Justizpalast. In: Michael Diefenbacher, Rudolf Endres (Hrsg.): Stadtlexikon Nürnberg. 2., verbesserte Auflage. W. Tümmels Verlag, Nürnberg 2000, ISBN 3-921590-69-8, S. 507
- Eckart Dietzfelbinger: Nürnberg. Reichsparteitagsgelände und Justizpalast. Ch. Links Verlag, Berlin 2014, ISBN 978-3-86153-772-4.